# ۲۴۳ (میلادی)
۲۴۳ (میلادی) دویست و چهل و سومین سال تقویم میلادی است.

## درگذشتگان
‎